# Causse-Bégon
Causse-Bégon település Franciaországban, Gard megyében. Lakosainak száma 25 fő (2022. január 1.). Causse-Bégon Nant, Saint-Jean-du-Bruel és Trèves községekkel határos.

## Népesség
A település népességének változása:
| Lakosok száma | 34   | 32   | 23   | 20   | 12   | 18   | 20   | 24   | 26   | 25   |
|               | 1968 | 1982 | 1990 | 2006 | 2013 | 2015 | 2017 | 2019 | 2020 | 2022 |